# Millingport (Carolina del Norte)
Millingport es un lugar designado por el censo ubicado en el condado de Stanly en el estado estadounidense de Carolina del Norte. La localidad en el año 2010, tenía una población de 599 habitantes.

## Geografía
Millingport se encuentra ubicado en las coordenadas 35°22′34.87″N 80°18′40.83″O / 35.3763528, -80.3113417. 